# Rewley Abbey
Rewley Abbey (Regalis locus) ist eine ehemalige Zisterziensermönchsabtei auf der historischen Osney Island rund 500 m nordwestlich des Stadtzentrums von Oxford in England.

## Geschichte
Das Kloster wurde um das Jahr 1272 als „studium“ als Tochterkloster von Thame Abbey durch Richard von Cornwall gegründet und 1281 auf Veranlassung von Edmund, 2. Earl of Cornwall, den Sohn von Richard, zur Abtei erhoben, und war das Studienkolleg der Zisterzienser an der Universität Oxford. Damit gehörte es der Filiation von Cîteaux an. Vor 1398 verlor es seine Bedeutung als Studienkolleg, bestand aber als Abtei fort. Als neues Studienkolleg wurde 1437 St. Bernard’s College (jetzt St. John’s) gegründet. 1535 wurde das Jahreseinkommen von Rewley auf 174 Pfund geschätzt. 1536 wurde das Kloster aufgelöst und Dr. George Owen überlassen.

## Bauten und Anlage
Über die Klostergebäude ist wenig bekannt. Das Refektorium war jedoch als Mälzhaus bis in das 18. Jahrhundert erhalten. Die letzten Reste wurden bis auf einen Teil der Mauer mit dem Durchgang um 1850 für Eisenbahnzwecke beseitigt. Dieser Durchgang ist von dem Kanalweg nördlich von Hythe Bridge aus sichtbar.